# Roland Borgards

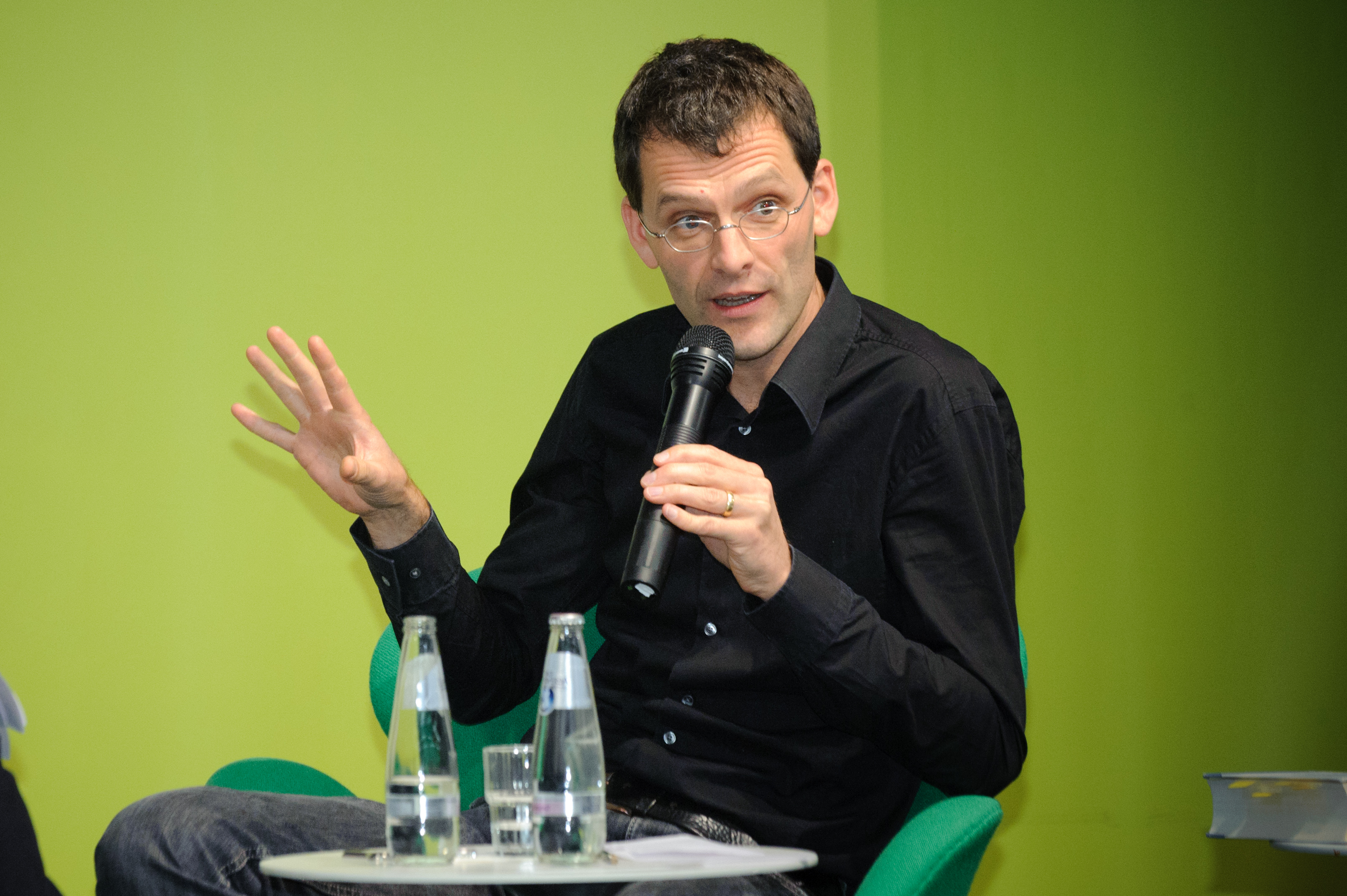
Roland Borgards, 2011

Roland Borgards (* 1968) ist ein deutscher Literaturwissenschaftler.

## Leben
Von 1990 bis 1997 studierte Borgards an der Albert-Ludwigs-Universität Freiburg und der Universität Lyon. Nach der Promotion 2001 und der Habilitation 2006 an der Universität Gießen war er von 2008 bis 2018 Professor für Neuere Deutsche Literaturgeschichte am Institut für Deutsche Philologie der Universität Würzburg. Seit 2018 ist er Professor für Neuere deutsche Literatur vom 18. Jahrhundert bis zur Gegenwart am Institut für Deutsche Literatur und ihre Didaktik an der Goethe-Universität Frankfurt.
Seine Forschungsschwerpunkte sind Tiere, Georg Büchner und Romantik.

## Schriften (Auswahl)
- Poetik des Schmerzes. Physiologie und Literatur von Brockes bis Büchner. Paderborn 2007, ISBN 3-7705-4380-7.
- Sprache als Bild. Handkes Poetologie und das 18. Jahrhundert. München 2003, ISBN 3-7705-3808-0.
- Georg Büchner: Woyzeck. Braunschweig 2009, ISBN 978-3-507-47708-7.
- als Herausgeber mit Burghard Dedner: Georg Büchner und die Romantik. Heidelberg 2020, ISBN 3-476-05099-8.